# Estremadura (Hiszpania)
Estremadura (hiszp. Extremadura – z łac. „[tereny] najdalsze”) – autonomiczna wspólnota w Hiszpanii. Składa się z prowincji Cáceres i Badajoz.
Graniczy z Kastylią i Leónem, Kastylią-La Manchą i Andaluzją oraz Portugalią na zachodzie.
Stolicą jest Mérida.
Na Liście Światowego Dziedzictwa UNESCO znajdują się trzy obiekty z Estremadury:
Stare Miasto Cáceres (od 1986 r.), zabytki rzymskie w miejscowości Mérida (od 1993 r.), Klasztor Guadalupe (od 1993 r.).
Od 2007 r. Klasztor w Yuste znajduje się na Liście Dziedzictwa Europejskiego.

## Historia
Z Estremadury pochodziło wielu najsłynniejszych konkwistadorów. Francisco Pizarro, Hernán Cortés, Diego de Almagro, Hernando de Soto czy Vasco Núñez de Balboa i wielu innych urodziło się w Estremadurze i wiele nazw miast na kontynencie amerykańskim pochodzi właśnie z tego regionu Hiszpanii. Dla przykładu, Mérida jest stolicą Estremadury, ale też ważnym miastem w Meksyku i Wenezueli. Medellín jest drugim co do wielkości miastem w Kolumbii, ale też małym miastem w Estremadurze. Albuquerque jest największym miastem w stanie Nowy Meksyk, a jego nazwa pochodzi od błędu w transkrypcji Alburquerque, innego miasta w Estremadurze.

## Prezydenci wspólnoty autonomicznej
- Juan Carlos Rodríguez Ibarra (1982–2007, PSOE)
- Guillermo Fernández Vara (2007–2011, PSOE)
- José Antonio Monago (2011–2015, PP)
- Guillermo Fernández Vara (od 2015, PSOE)[2]

## Gospodarka
Estremadura jest najszybciej rozwijającym się regionem Hiszpanii (PKB 7,8%), ponieważ nadrabia zaległości wynikające z uwarunkowań historycznych.
Podstawą gospodarki Estremadury są usługi (57%). Dawne tereny rolnicze tworzą doskonałe warunki do rozwoju agroturystyki.
Nie mniej ważną rolę w gospodarce odgrywa rolnictwo, szczególnie uprawa owoców, warzyw, zbóż, oliwek, winorośli i tytoniu. Mająca długą tradycję hodowla owiec, trzody (świń) i bydła (krów) również stanowi istotny element gospodarki regionu.
W Estremadurze działa około 8000 małych i średnich firm produkcyjnych. Do najważniejszych działów przemysłu należą produkcja energii elektrycznej, wyrobów z korka oraz z kamienia dekoracyjnego, produkcja maszyn oraz przemysł tekstylny i rolniczy.
Modernizacja zbiorników oraz zapór wodnych w regionie pozwala na produkcję energii elektrycznej w ilości przekraczającej zapotrzebowanie regionu.

## Podział administracyjny
Estremadura dzieli się na dwie prowincje:
- Badajoz (prowincja) (lista gmin)
- Cáceres (prowincja) (lista gmin)